# Collegio uninominale Sicilia 2 - 05 (2020)
Il collegio elettorale uninominale Sicilia 2 - 05 è un collegio elettorale uninominale della Repubblica Italiana per l'elezione della Camera dei deputati.

## Territorio
Come previsto dalla legge n. 51 del 27 maggio 2019, il collegio è stato definito tramite decreto legislativo all'interno della circoscrizione Sicilia 2.
È formato dal territorio dell'intera provincia di Enna (20 comuni) e da 60 comuni della città metropolitana di Messina: Acquedolci, Alcara li Fusi, Barcellona Pozzo di Gotto, Basicò, Brolo, Capizzi, Capo d'Orlando, Capri Leone, Caronia, Castel di Lucio, Castell'Umberto, Castroreale, Cesarò, Falcone, Ficarra, Floresta, Fondachelli-Fantina, Francavilla di Sicilia, Frazzanò, Furnari, Galati Mamertino, Gioiosa Marea, Librizzi, Longi, Malvagna, Mazzarrà Sant'Andrea, Militello Rosmarino, Mirto, Mistretta, Moio Alcantara, Montagnareale, Montalbano Elicona, Motta Camastra, Motta d'Affermo, Naso, Novara di Sicilia, Oliveri, Patti, Pettineo, Piraino, Raccuja, Reitano, Roccella Valdemone, Rodì Milici, San Fratello, San Marco d'Alunzio, San Piero Patti, San Salvatore di Fitalia, San Teodoro, Santa Domenica Vittoria, Sant'Agata di Militello, Sant'Angelo di Brolo, Santo Stefano di Camastra, Sinagra, Terme Vigliatore, Torrenova, Tortorici, Tripi, Tusa e Ucria.
Il collegio è parte del collegio plurinominale Sicilia 2 - 01.

## Eletti
| Elezione | Elezione | Deputato          | Partito      |
| -------- | -------- | ----------------- | ------------ |
|          | 2022     | Tommaso Calderone | Forza Italia |

## Dati elettorali

### XIX legislatura
Come previsto dalla legge elettorale, 147 deputati sono eletti con sistema a maggioranza relativa in altrettanti collegi uninominali a turno unico.
| Candidati                                 | Candidati                   | Voti    | %     | Liste                          | Voti    | %     |
| ----------------------------------------- | --------------------------- | ------- | ----- | ------------------------------ | ------- | ----- |
|                                           | Tommaso Calderone ✔️ Eletto | 60 557  | 35,33 | Fratelli d'Italia              | 27 245  | 15,90 |
| Forza Italia                              | Tommaso Calderone ✔️ Eletto | 60 557  | 35,33 | 25 344                         | 14,79   |       |
| Lega per Salvini Premier                  | Tommaso Calderone ✔️ Eletto | 60 557  | 35,33 | 7 190                          | 4,20    |       |
| Noi moderati/Lupi - Toti - Brugnaro - UDC | Tommaso Calderone ✔️ Eletto | 60 557  | 35,33 | 778                            | 0,45    |       |
|                                           | Valentina Costantino        | 34 748  | 20,28 | Sud chiama Nord                | 34 748  | 20,28 |
|                                           | Katia Baglio                | 34 434  | 20,09 | Movimento 5 Stelle             | 34 434  | 20,09 |
|                                           | Giuseppe Arena              | 28 728  | 16,76 | Partito Democratico-IDP        | 22 970  | 13,40 |
| Alleanza Verdi e Sinistra                 | Giuseppe Arena              | 28 728  | 16,76 | 2 340                          | 1,37    |       |
| +Europa                                   | Giuseppe Arena              | 28 728  | 16,76 | 2 312                          | 1,35    |       |
| Impegno Civico - Centro Democratico       | Giuseppe Arena              | 28 728  | 16,76 | 1 106                          | 0,65    |       |
|                                           | Fabrizio Pulvirenti         | 6 518   | 3,80  | Azione - Italia Viva - Calenda | 6 518   | 3,80  |
|                                           | Mario Coppolino             | 3 124   | 1,82  | Italexit                       | 3 124   | 1,82  |
|                                           | Antonio Di Natale           | 1 330   | 0,78  | Italia Sovrana e Popolare      | 1 330   | 0,78  |
|                                           | Gaspare Di Stefano          | 1 177   | 0,69  | Unione Popolare                | 1 177   | 0,69  |
|                                           | Patrizia La Monica          | 765     | 0,45  | Vita                           | 765     | 0,45  |
| Totale                                    | Totale                      | 171 381 | 100   |                                | 171 381 | 100   |
|                                           |                             |         |       |                                |         |       |
| Voti non validi                           | Voti non validi             | 21 067  | 10,95 |                                |         |       |
| Votanti                                   | Votanti                     | 192 448 | 63,45 |                                |         |       |
| Elettori                                  | Elettori                    | 303 326 |       |                                |         |       |